# Luke Matheny
Luke Matheny (Mechanicsburg, 23 de dezembro de 1967) é um ator, escritor e cineasta norte-americano. Como reconhecimento, venceu, no Oscar 2011, a categoria de Melhor Curta-metragem por God of Love.